# Rancong
Rancong is een bestuurslaag in het regentschap Bireuen van de provincie Atjeh, Indonesië. Rancong telt 445 inwoners (volkstelling 2010).